# Musée Bourdelle
Pour les articles homonymes, voir Bourdelle.
Le musée Bourdelle est l'un des quatorze musées de la Ville de Paris. Consacré à l'œuvre d'Antoine Bourdelle, il est situé dans le 15e arrondissement, sur les lieux où le sculpteur vivait et travaillait de 1885 à sa mort. Son adresse actuelle est no 18, rue Antoine-Bourdelle ; pendant la vie de Bourdelle, elle était no 16, impasse du Maine.

## Histoire du musée

### Avant la première ouverture

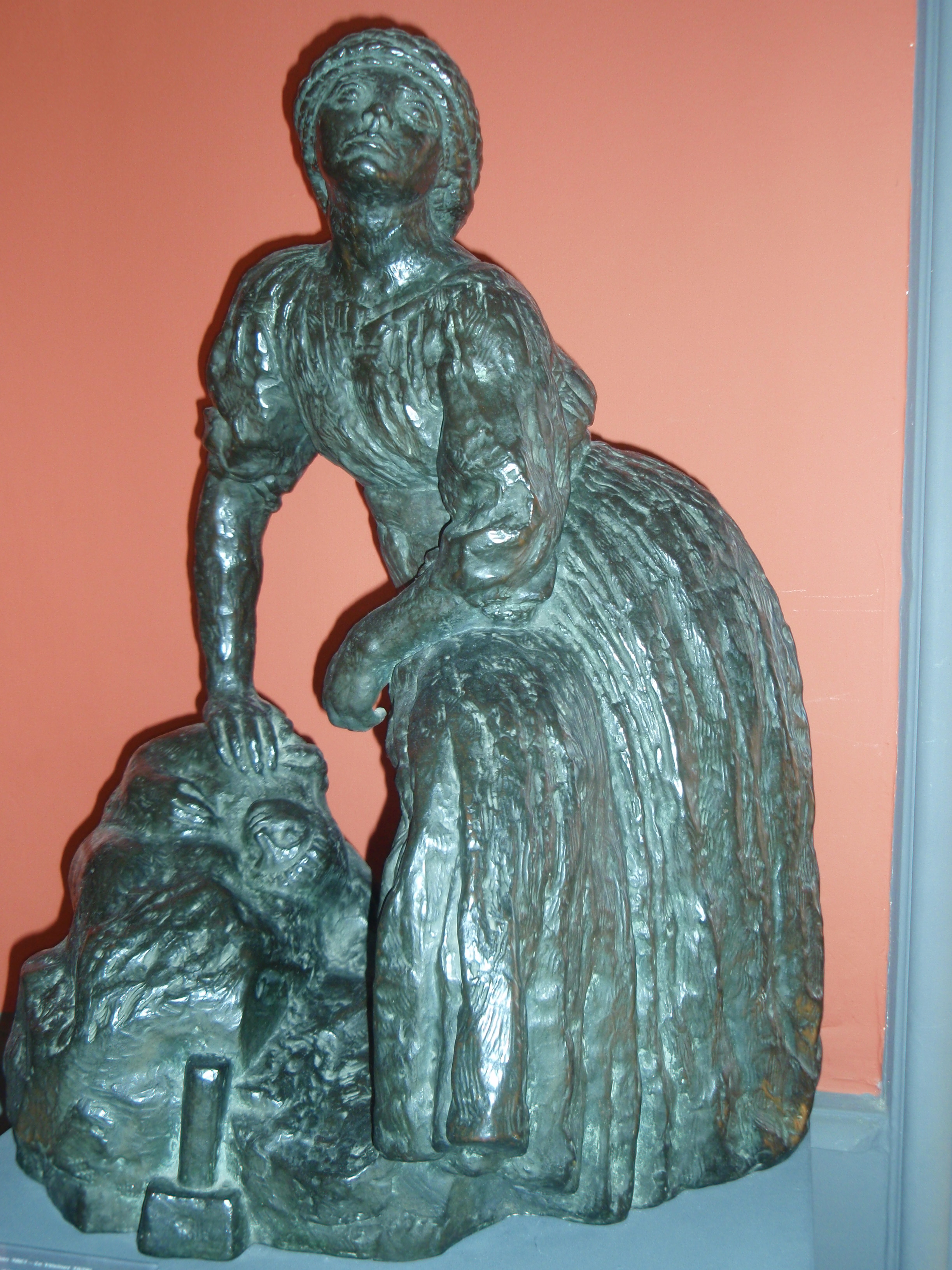
Vers 1906, Bourdelle sculpte un portrait de Cléopâtre Sévastos, qui est alors sa maîtresse.

La création du musée, souhaitée par Bourdelle à la fin de sa vie, est due au mécénat de Gabriel Cognacq, et à la persévérance des proches de Bourdelle : sa seconde épouse, Cléopatre Bourdelle-Sévastos, et sa fille Rhodia Dufet-Bourdelle.
Au début des années 1930, les terrains où sont construits les ateliers de Bourdelle sont mis en vente, mais Cléopâtre n'a pas les moyens d'acheter. Gabriel Cognaq avance les fonds nécessaires à cet achat, afin d'éviter la dispersion des œuvres qui s'y trouvent.
Cléopâtre et Rhodia Bourdelle en deviennent ainsi propriétaires. Cognaq n'exigera jamais le remboursement de ce prêt. 
Les deux femmes proposent à plusieurs reprises à l'État une donation du site, d'abord refusée, puis acceptée par la ville de Paris à l'incitation de son directeur des Beaux-Arts.
Le tracé de la rue de Saxe, qui devait passer sur les terrains du musée, est immédiatement détourné.
Les travaux, dirigés par Henri Gautruche, architecte de la ville de Paris, permettent, vingt ans après la mort de Bourdelle, l'ouverture du musée le 4 juillet 1949.

### Travaux ultérieurs
En 1961, à l'occasion du centenaire de la naissance de Bourdelle, l'architecte Henri Gautruche conduit la mise en place d'une première extension.
Christian de Portzamparc, en 1992, conduit une seconde extension.
Le musée est très largement rénové, au début des années 2020. Ces travaux se terminent, et le musée rouvre, en mars 2023,.

## Salles du musée

### Jardin sur la rue Bourdelle

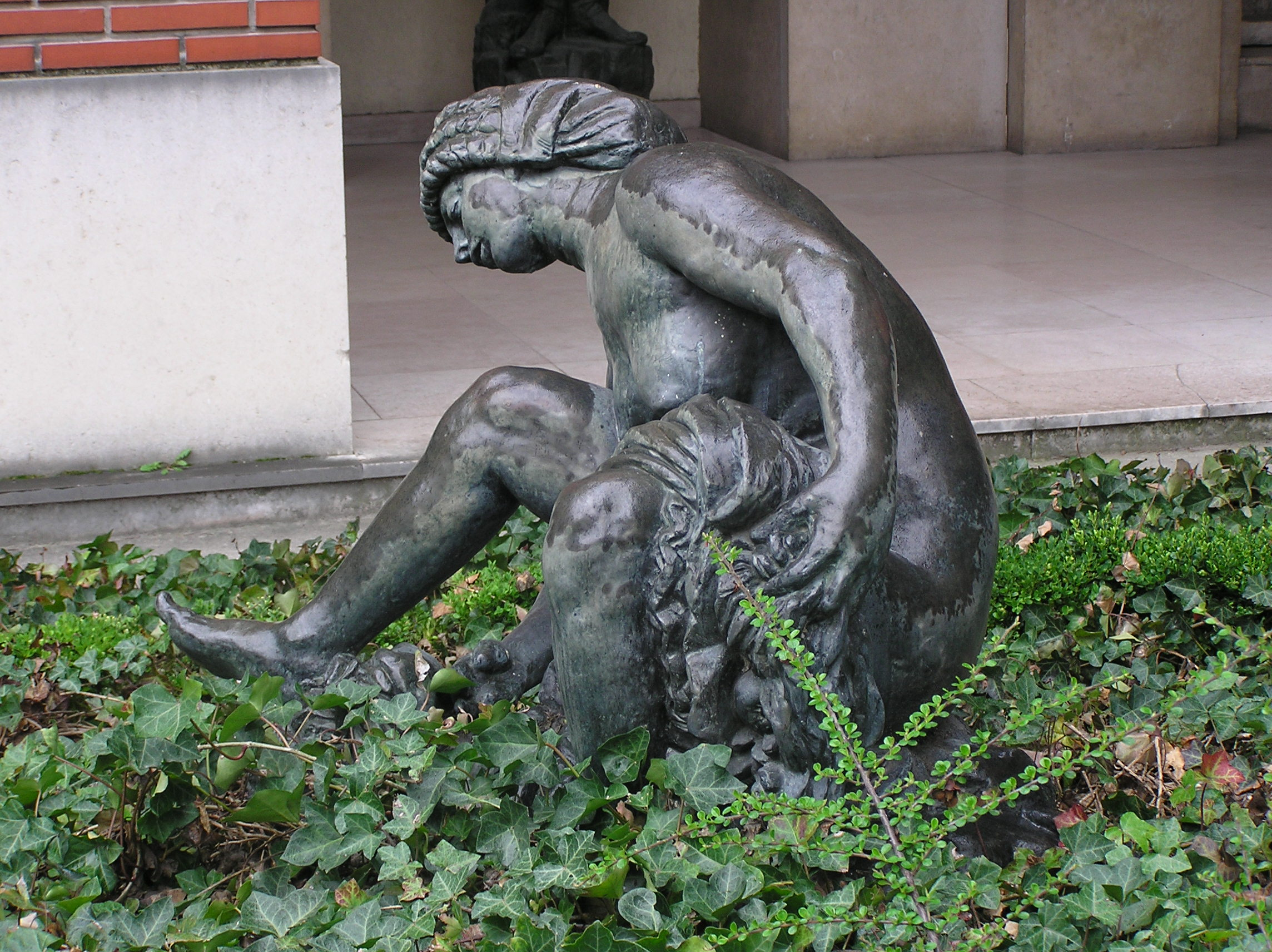
La baigneuse accroupie au rocher (1906-1907).

En 1951, est adjointe au jardin sur rue, une galerie en briques de Montauban, ville natale de Bourdelle. De nombreux bronzes y sont exposés :
- Le Fruit,
- Héraklès archer (deuxième version, 1923),
- les bas-reliefs du Théâtre des Champs-Élysées,
- Adam,
- Pénélope

### Le grand hall

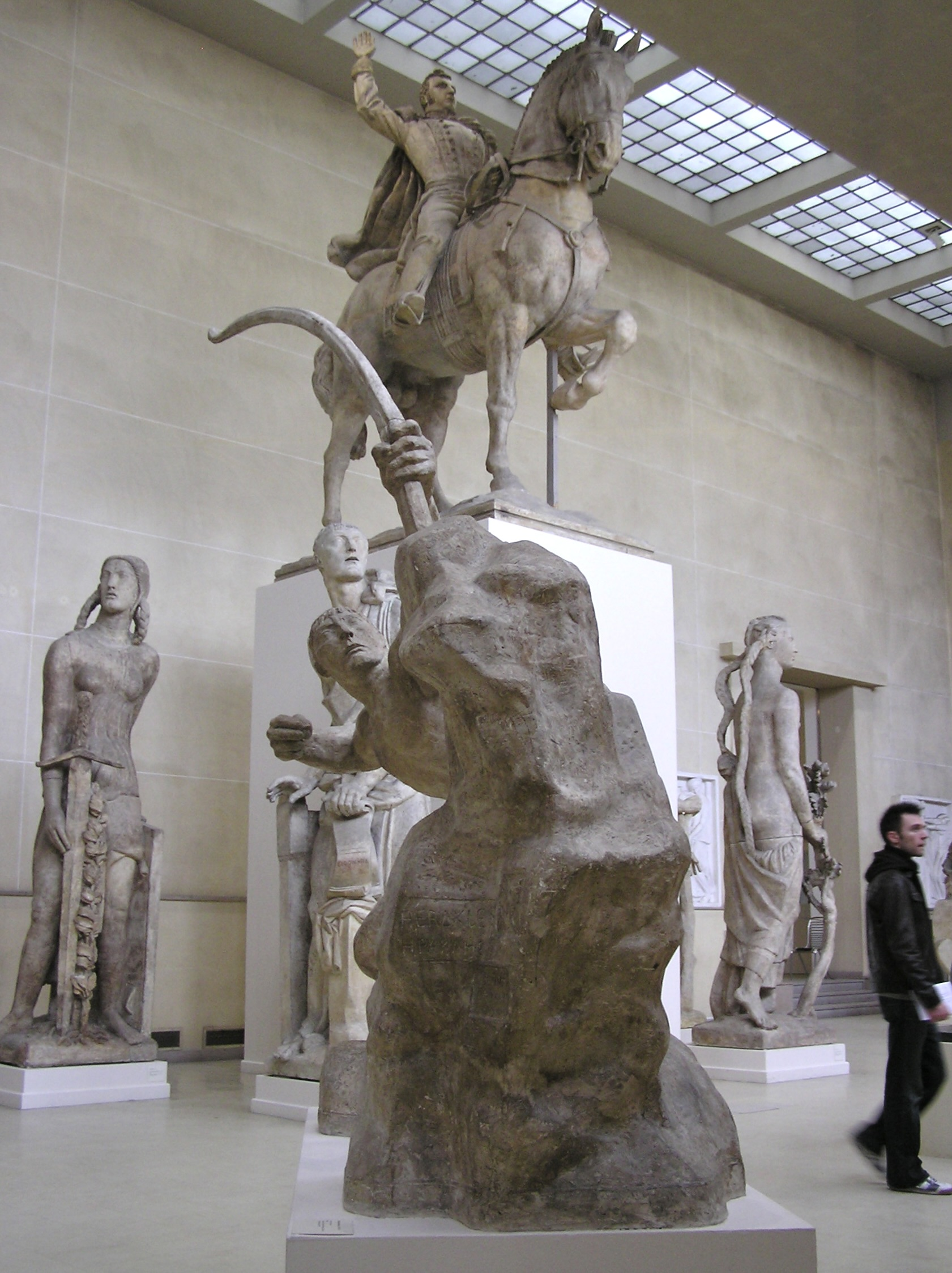
Salle des plâtres : Héraklès archer (1909) au premier plan, et le Monument au général Alvéar (1913-1923) à l'arrière.

Le grand hall dit hall des plâtres, est réalisé en 1961 par Gautruche sur l'emplacement de l'ancien atelier de Jules Dalou, alors voisin de celui de Bourdelle.
Il est destiné à présenter au public les œuvres monumentales en plâtre
.
Les principales œuvres exposées sont :
- Monument au général Alvéar,
- La France
- Héraklès archer
- Le Fruit
- Sapho
- Centaure mourant.

Une petite salle latérale est réservée aux expositions temporaires.

### Appartement de Bourdelle
Bourdelle vécut dans un appartement mitoyen de son atelier de 1895 à 1918. De l'ancien appartement, une pièce ouverte au public est demeurée intacte. On y retrouve un lit et un meuble à pastel. Au centre de la pièce, Antoine Bourdelle a placé un moulage du David de la cathédrale de Reims.

### Ateliers de Bourdelle
Ils sont situés au centre du musée actuel, ces ateliers sont ceux où Antoine Bourdelle s'est installé en 1885. Il y travailla jusqu'à sa mort en 1929. Les parquets, les boiseries, les meubles sont d'origines. Le Centaure mourant en plâtre est toujours en place. L'atelier présente des sculptures en marbre, en bois et en bronze
.

### Jardin intérieur

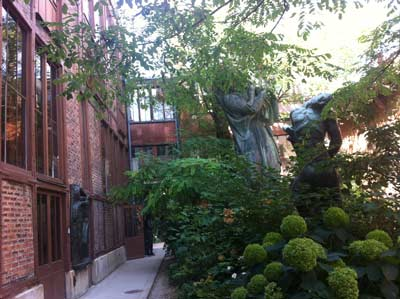
Jardin intérieur du musée Bourdelle.

### Extension de Christian de Portzamparc

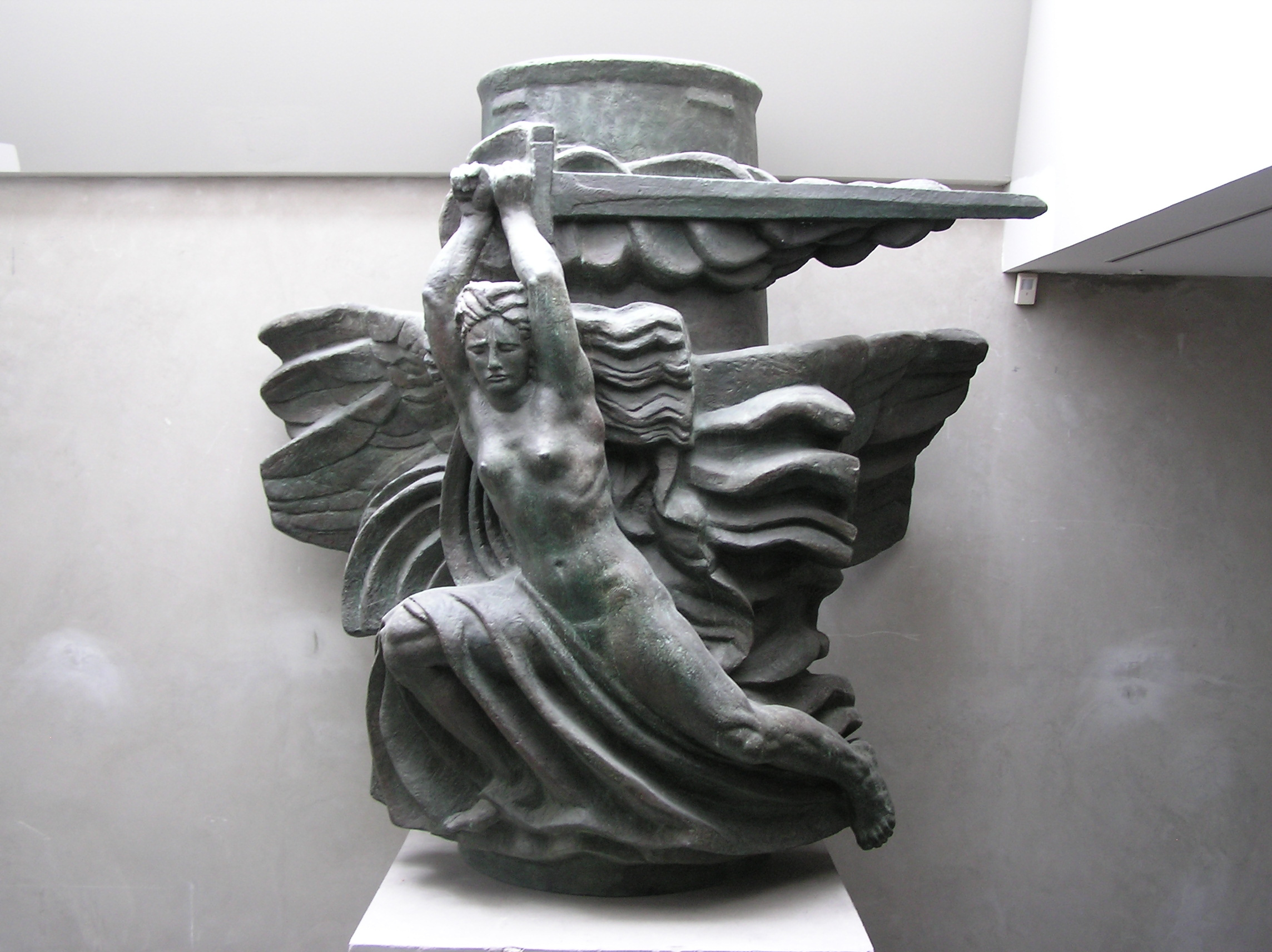
Le Monument à Mickiewicz : « L'Épopée Polonaise » dans l'extension de Portzamparc.

Cette extension a été réalisée par l'architecte Christian de Portzamparc et inaugurée en 1992. Le financement de cette réalisation a été en partie assuré grâce à la vente d'un Héraklès archer en bronze au Japon par Rhodia Dufet-Bourdelle, la fille du sculpteur, alors directrice du musée Bourdelle.
Lors des travaux, l'entrée du musée, qui s'effectuait initialement par le jardin, est déplacée vers une nouvelle salle d'accueil en continuité du grand hall.
La nouvelle aile comporte quatre niveaux avec une surface de 1 655 m2. Une grande salle de sculptures au rez-de-chaussée est consacrée essentiellement à l'exposition de deux œuvres majeures de Bourdelle : le Monument aux Morts de Montauban et le Monument à Mickiewicz. Un cabinet d’arts graphiques et un atelier pour les enfants sont au premier étage. Enfin le dernier étage offre une salle de documentation et les bureaux de la conservation.

### Salles d'expositions temporaires
Ces salles accueillent des expositions d'artistes contemporains ou des thèmes explorant une partie de l'œuvre de Bourdelle :
- Luciano Fabro du 25 juin au 31 octobre 2004.
- Claude Rutault La toile et l’archer du 20 janvier – 15 mai 2005.
- Didier Vermeiren Solides géométriques – Photoreliefs – Vues d’ateliers du 22 septembre 2005 au 8 janvier 2006.
- Felice Varini du 8 février au 21 mai 2006.
- Laurent Pariente du 7 juillet au 26 novembre 2006.
- Sarkis Inclinaison du 26 janvier au 3 juin 2007. Sarkis investit le musée Bourdelle, dans une exposition intitulée Inclinaison, il conçoit pour Le Hall des plâtres une installation spectaculaire : il tend un grand vélum orange au-dessus des sculptures, dont le fameux Centaure mourant de Bourdelle, seules quelques têtes, quelques bras émergent de cette mer orangée. Plus loin, 41 bombes d’aquarelle et leurs sucriers s’alignent sur de longues tables : sur quatre tables de bois sont posés quarante et un bocaux de cinq litres remplis chacun d’aquarelle pure de couleur différente, et quarante et un sucriers en porcelaine de Limoges dont les couvercles sont placés à proximité. Chacun de ces sucriers présente le résidu séché d’une infime touche de pigment déposée dans l’eau à l’aide du pinceau. Enfin dans les profondeur du musée une Pénélope de Bourdelle sortie des réserves trône sur un parterre de fleurs, parfumée chaque jour par quelques gouttes du parfum Vol de Nuit de Guerlain, la Vallée des Cloches (Miroirs, no 5), pièce pour piano de Maurice Ravel interprétée par Sviatoslav Richter baigne l'ensemble.
- Jean-Marie Perdrix et Patrick Neu, invités par Sarkis, du 26 janvier au 3 juin 2007.
- Henry Moore et la mythologie du 19 octobre 2007 au 29 février 2008.
- Alain Séchas, « Rêve brisé », du 11 avril 2008 au 24 août 2008.
- « Isadora Duncan (1877-1927) Une sculpture vivante » : du 20 novembre 2009 au 14 mars 2010[9].
- Madame Grès, « La Couture à l'Œuvre », du 25 mars 2011 au 24 juillet 2011[10]. Cette exposition a été prolongée jusqu'au 28 août 2011 en raison de son grand succès.
- Balenciaga, l’œuvre au noir, du 8 mars au 16 juillet 2017

### Expositions hors les murs du musée
- Antoine Bourdelle (1861-1929), passeur de la modernité au musée national d'Art de Roumanie du 8 septembre 2006 au 24 janvier 2007.

### Publications du musée
- 1979 : Bourdelle et la critique de son temps, textes choisis et présentés par Michel Dufet ; photographies de Carol-Marc Lavrillier ; publié par le Musée Bourdelle - réédition Éditions Paris-Mus&es, 223 pages, Paris, 1992  (ISBN 2-87900-055-6)

## Renseignements pratiques
Le musée est ouvert tous les jours de 10 h à 18 h sauf le lundi. L'entrée est gratuite pour les collections permanentes et payante pour les expositions temporaires. Le musée reçoit 40 000 visiteurs par an. Le musée Bourdelle est à la 48e place des musées parisiens en termes de fréquentation.
Ce site est desservi par les stations de métro Montparnasse - Bienvenüe et Falguière.
Il existe à Égreville, dans le sud de la Seine-et-Marne, le Musée-jardin Bourdelle. Ce musée d'art de plein air consacré à Antoine Bourdelle présente 57 bronzes originaux de l'artiste.